# Ghenadie Moșneaga
Ghenadie Moșneaga (n. 25 aprilie, 1985) este un fotbalist moldovean care joacă la clubul de fotbal FK Andijan în Uzbekistan.

## Palmares

### Club
Dacia
- Divizia Națională (1): 2010-11
- Cupa Moldovei

Finalist (1): 2009–10